# Тошек
Тошек (пол. Toszek) — город в Польше, входит в Силезское воеводство, Гливицкий повят. Имеет статус городско-сельской гмины. Занимает площадь 9,67 км². Население — 3 908 человек (на 2004 год).

## Галерея

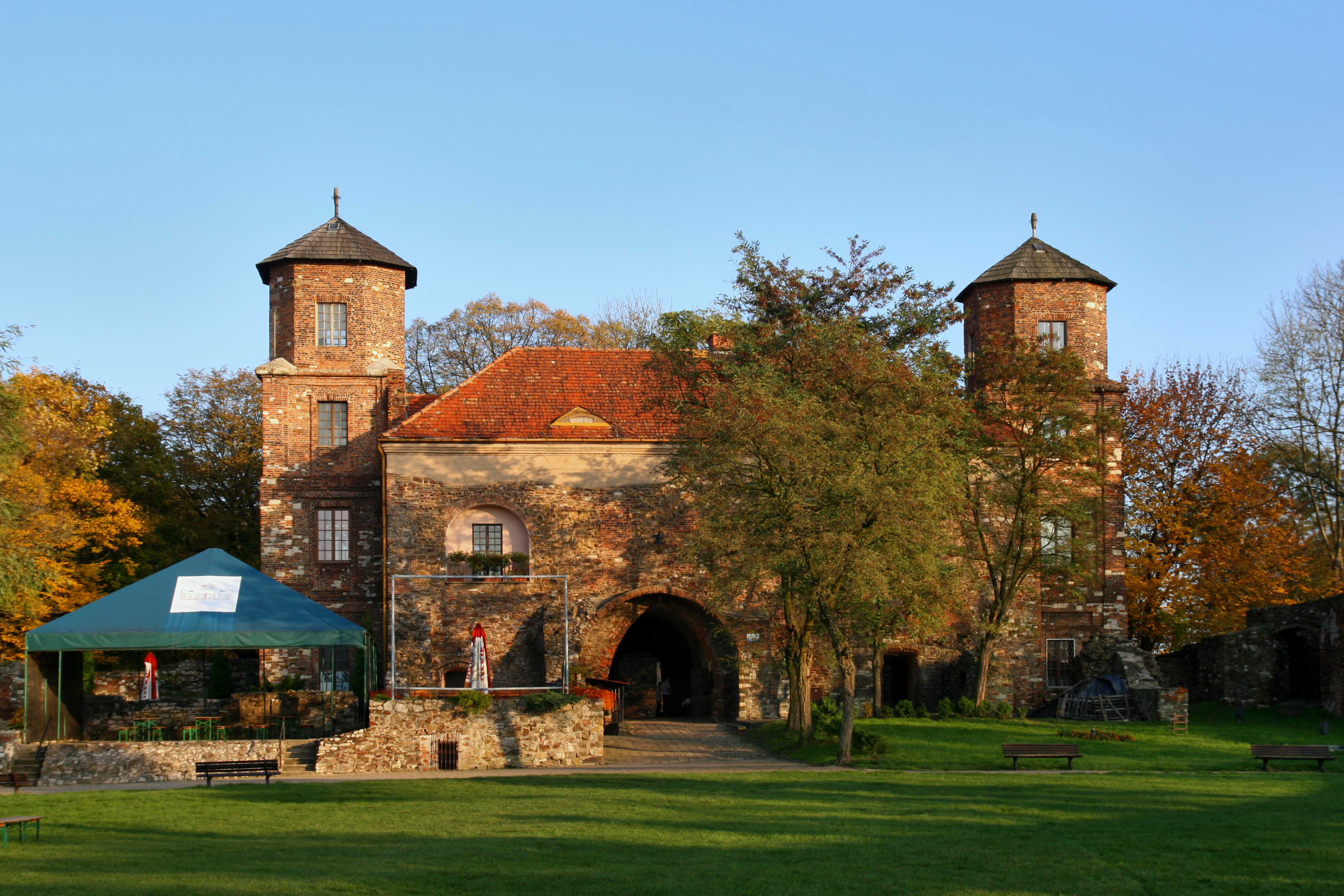
Тошецкий замок
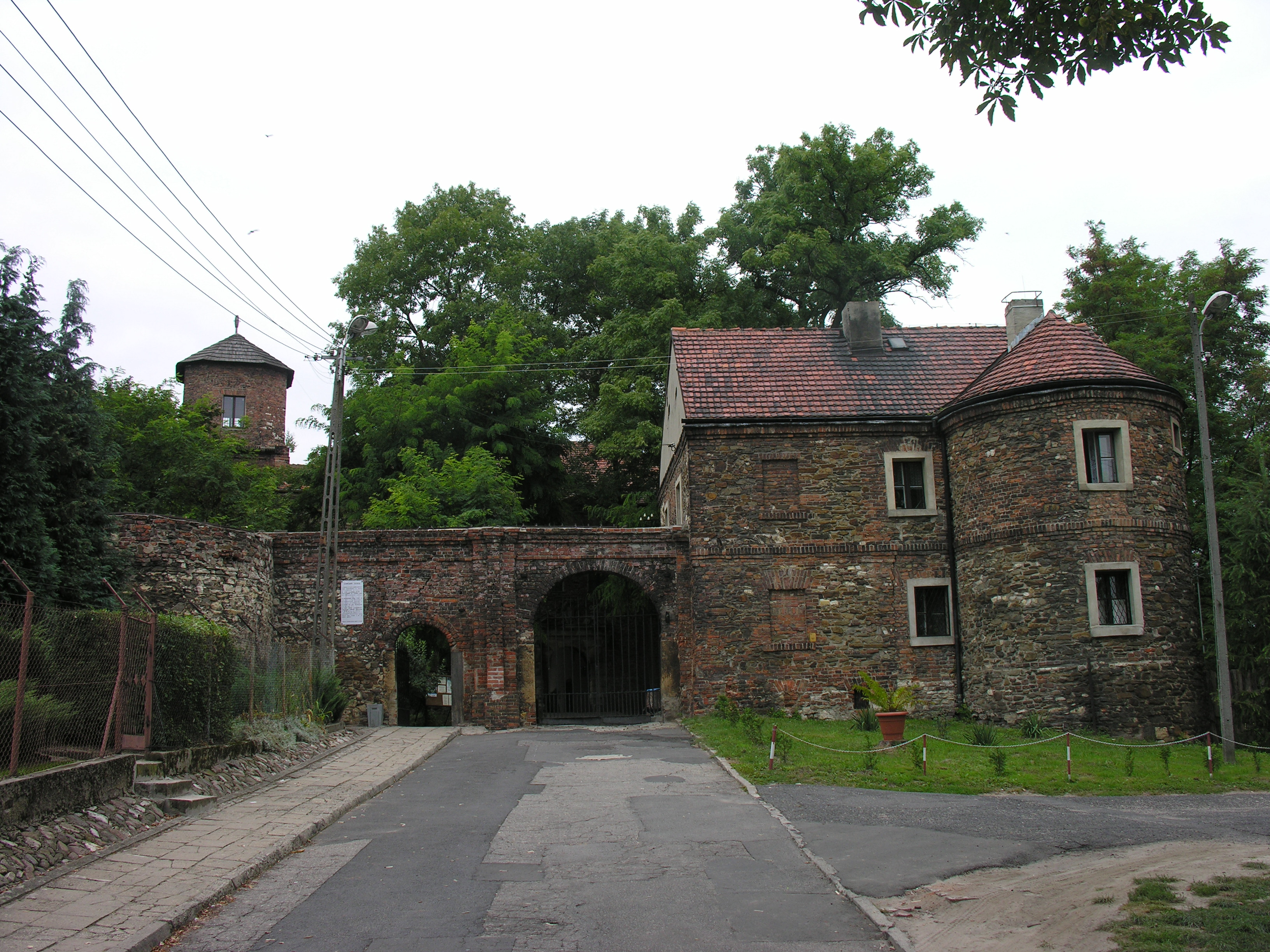
Ворота замка
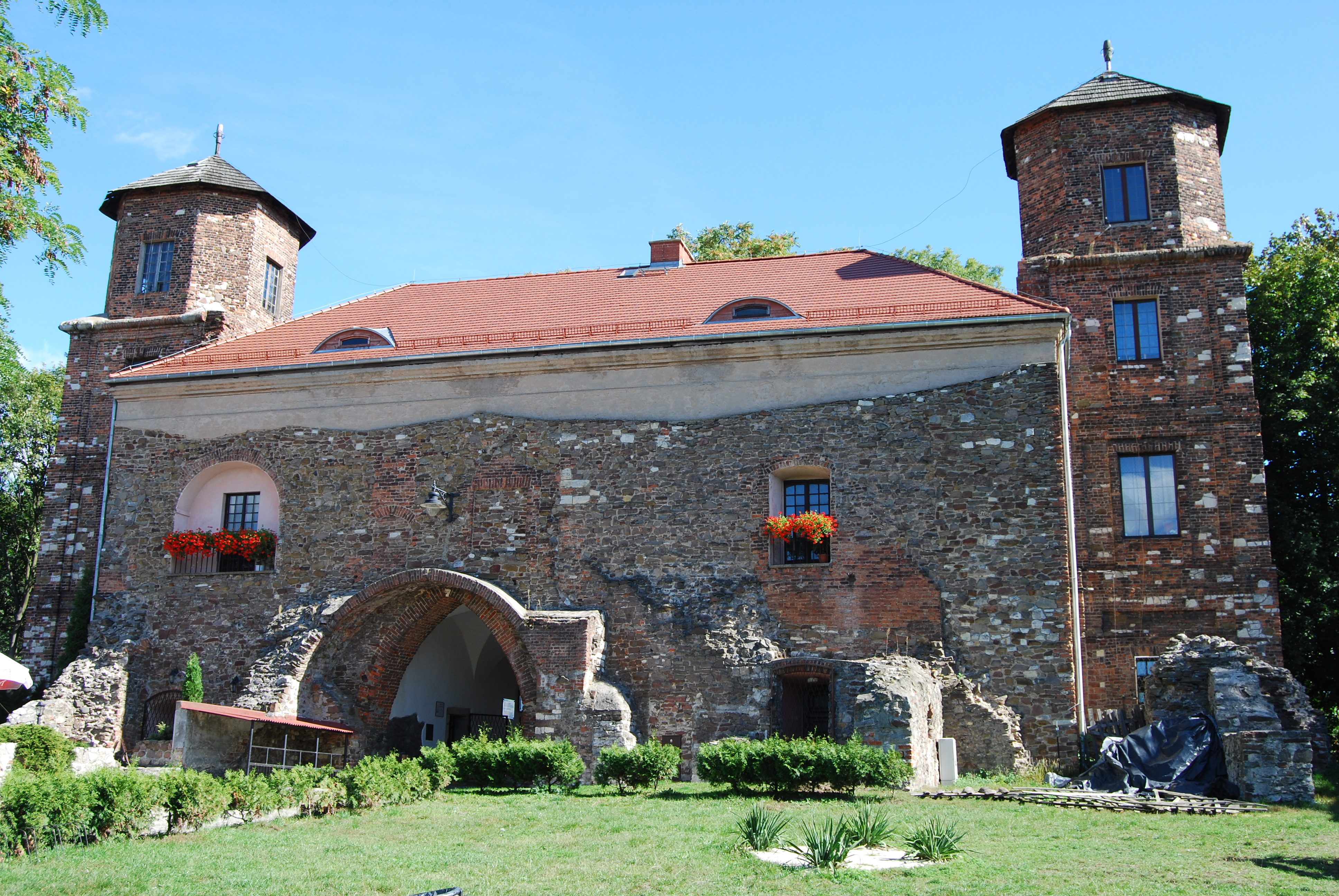
Замок, внутренняя часть
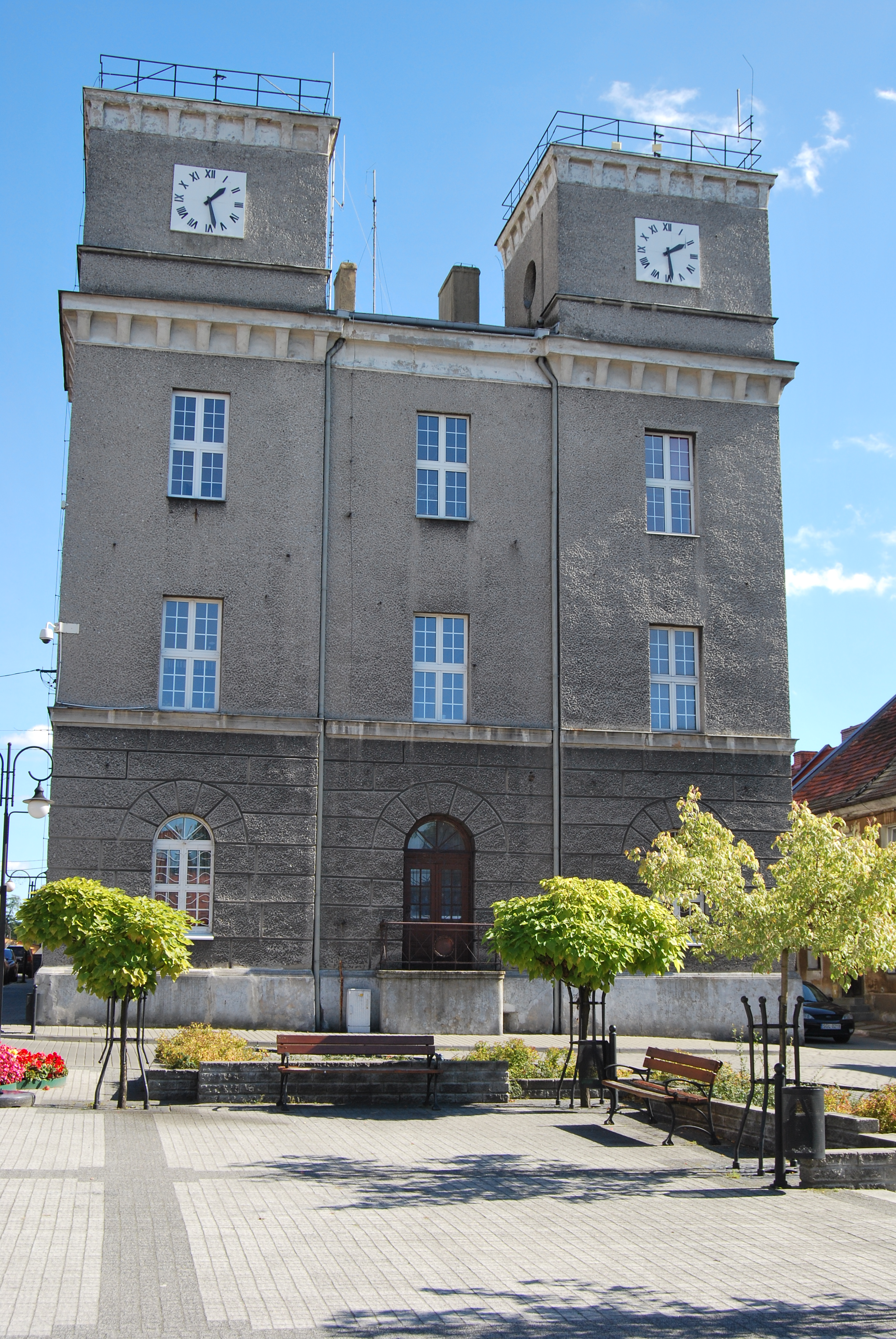
Ратуша
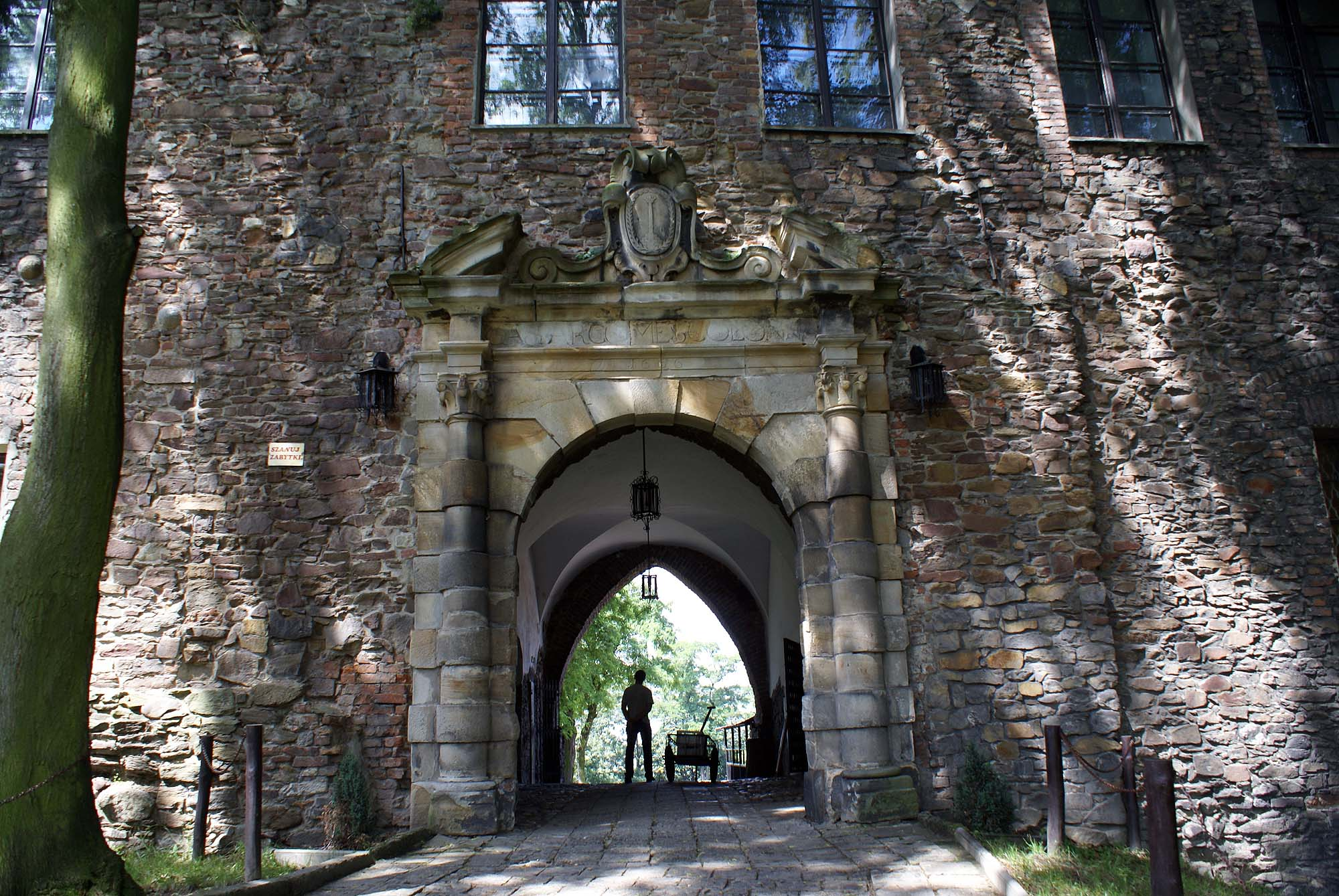
Ворота замка
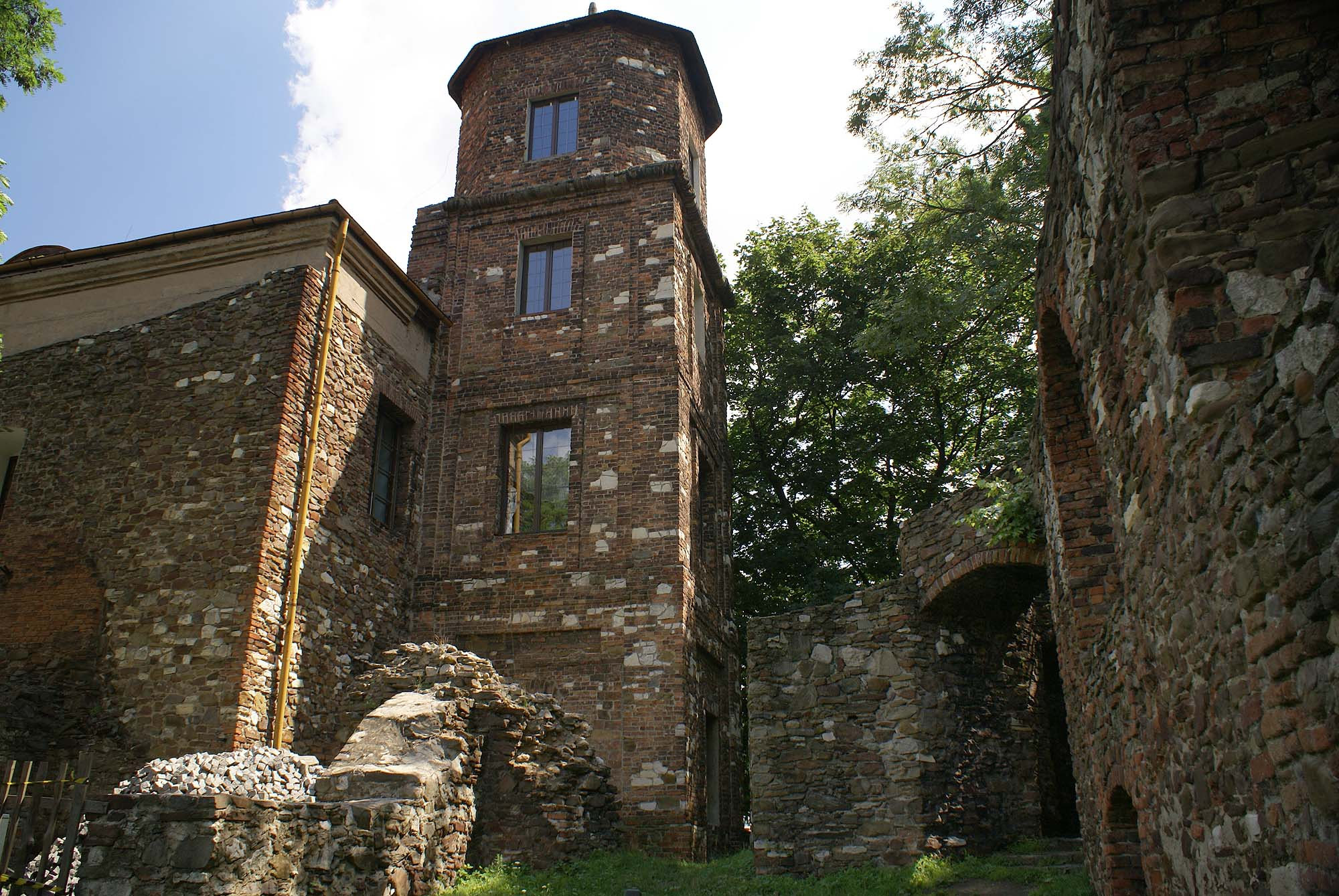
Башня и стены замка
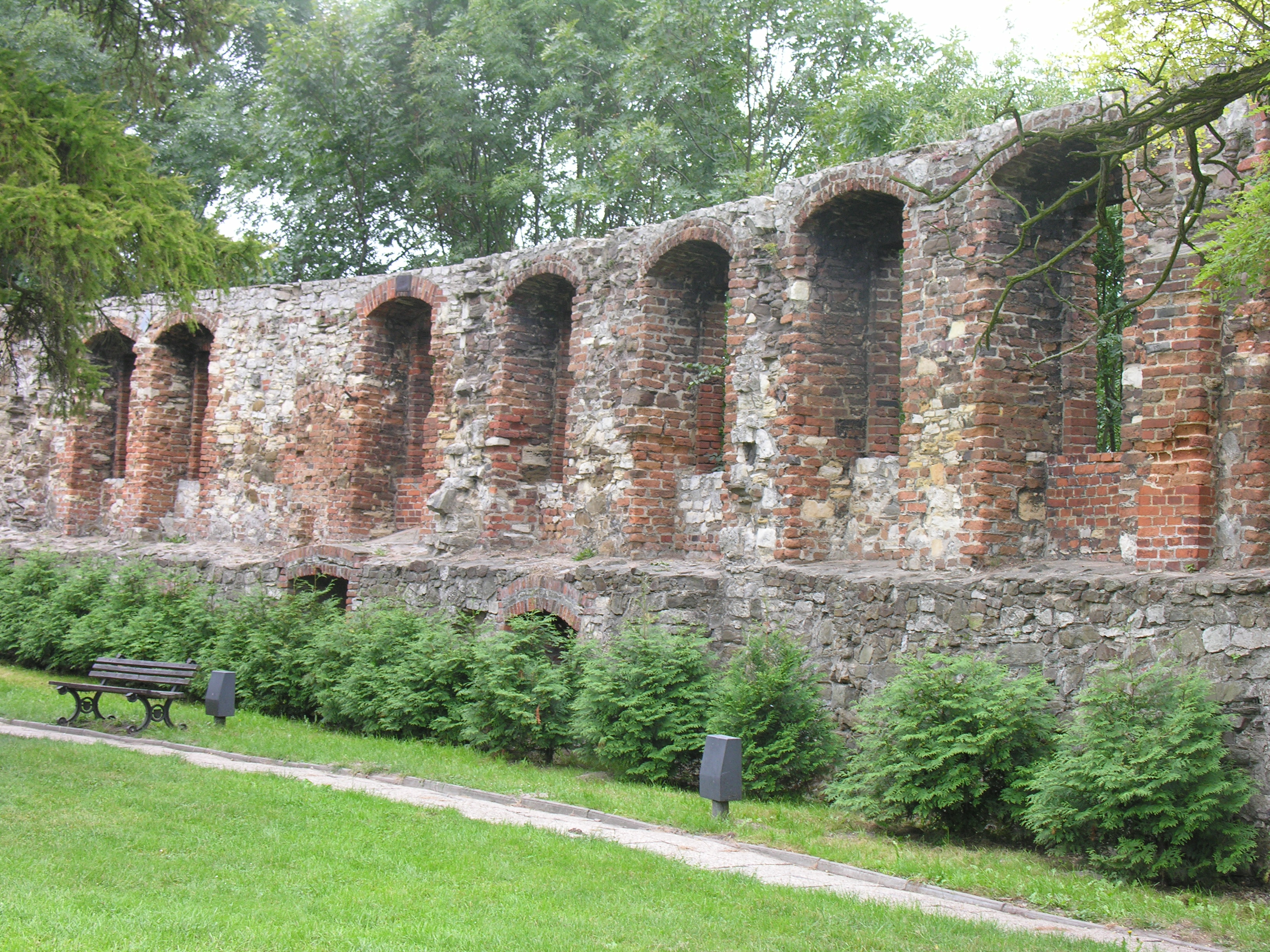
Оборонительная стена замка
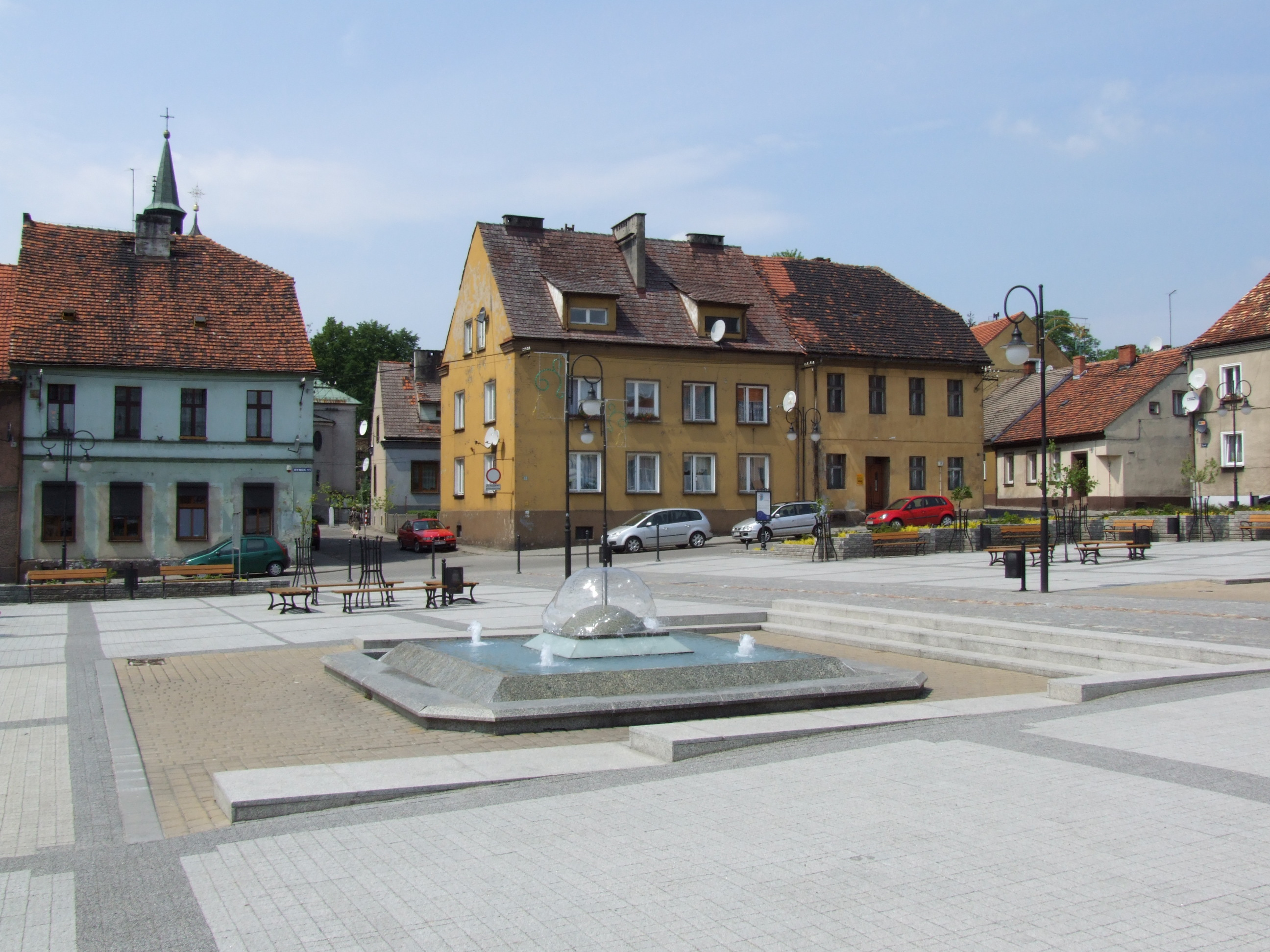
Рыночная площадь
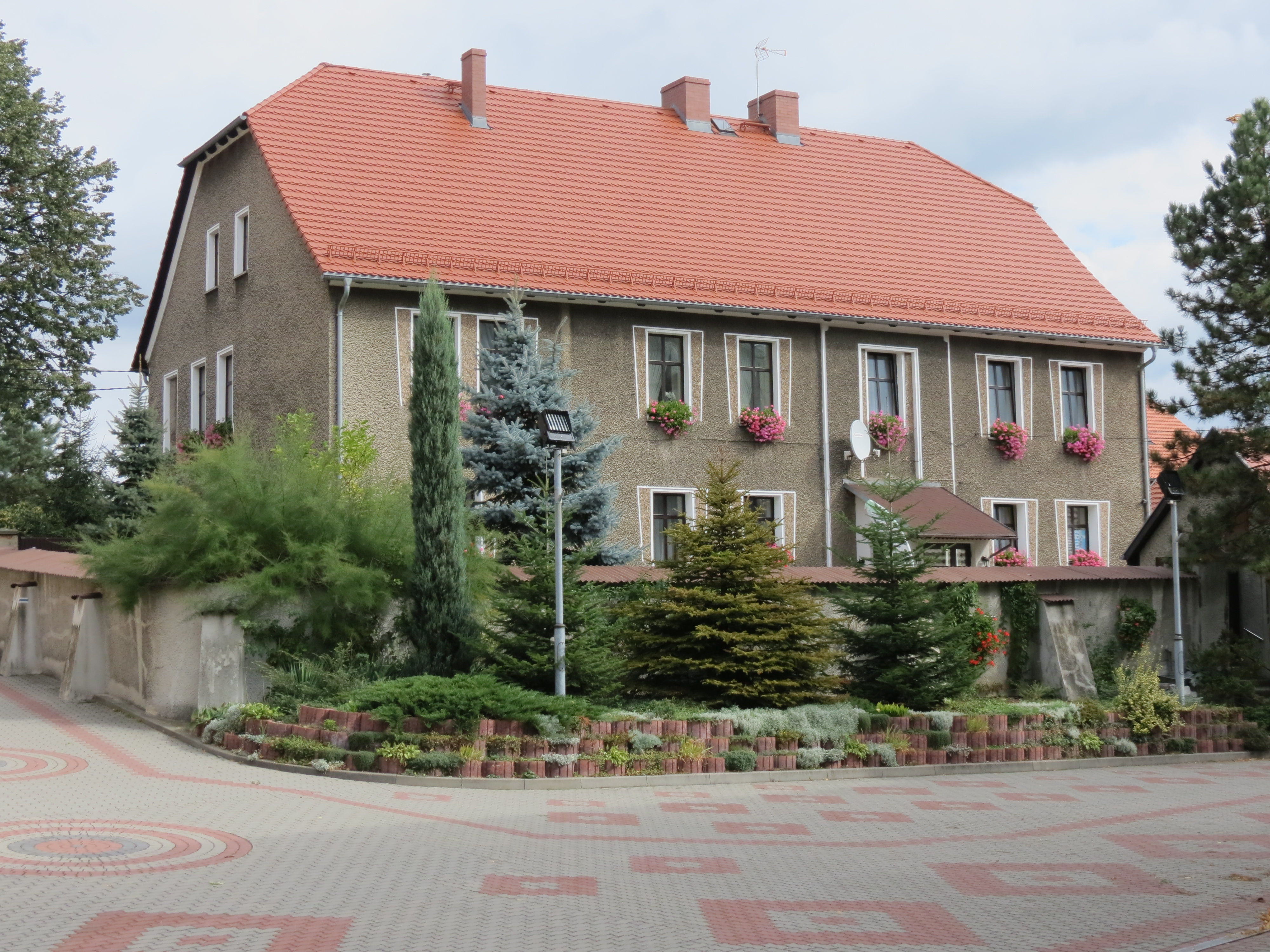
Костёл Св. Екатерины Александрийской
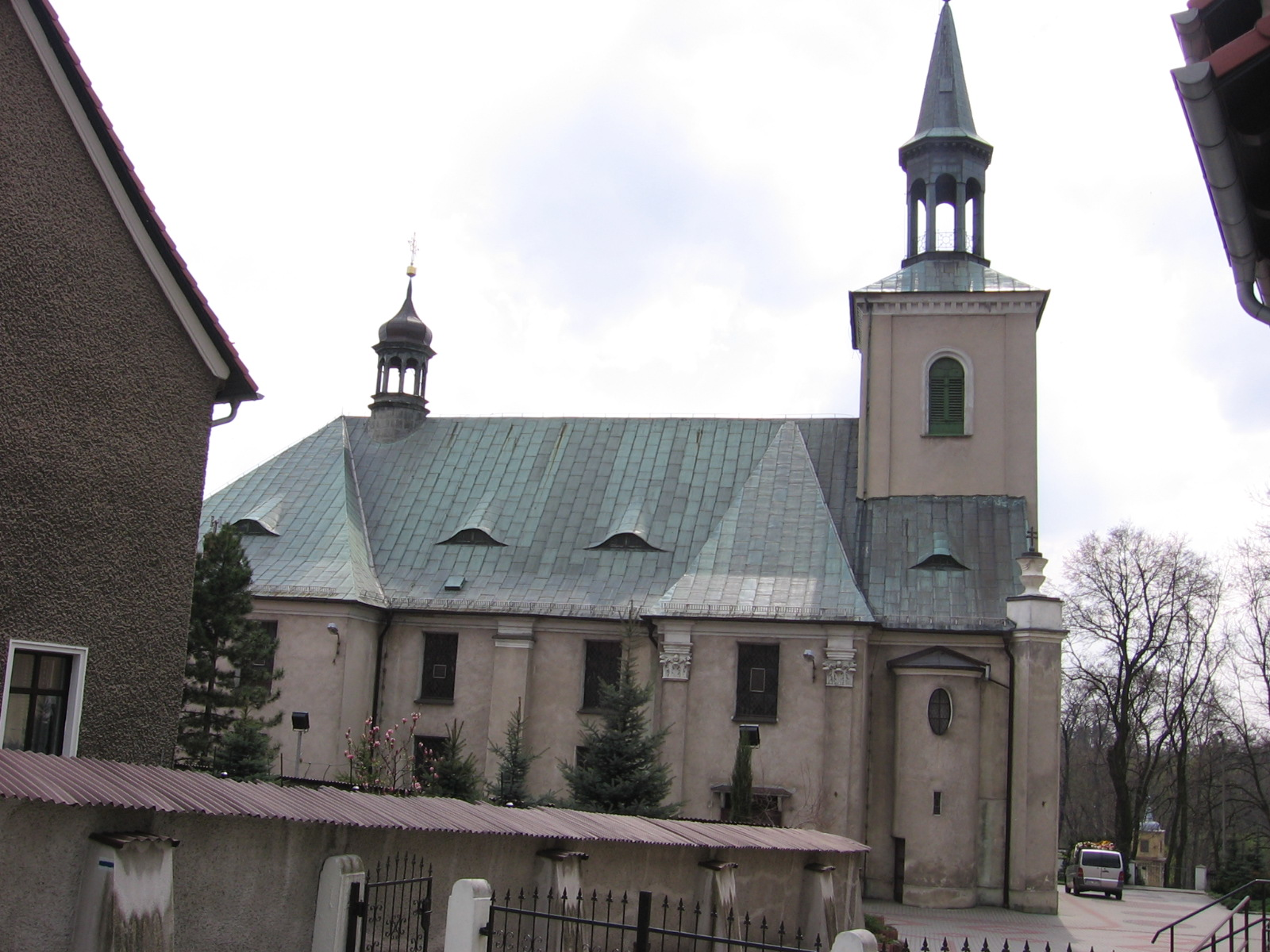
Костёл Св. Екатерины
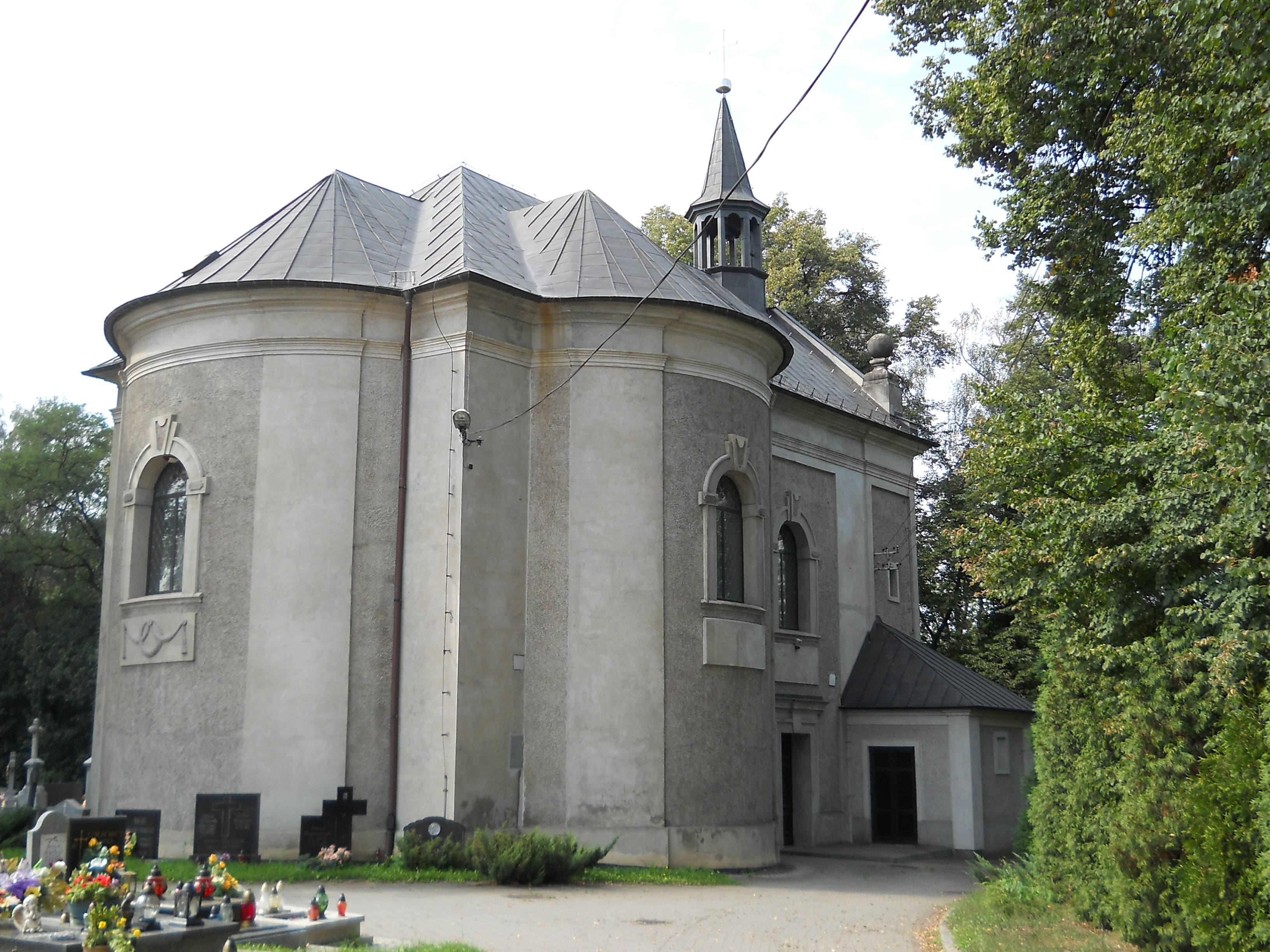
Часовня кладбища